# Белинский, Антон Александрович
Антон Александрович Белинский (пол. Antoni Piotr Bieliński; 27 апреля 1864, Турка под Люблином — 11 января 1930, Бидзины, Опатувский повят) — польский помещик, депутат Государственной думы II созыва от Радомской губернии.

## Биография
Польский дворянин. Родился 27 апреля 1864 года в семье Александра Ксаверия Леопольда Белинского герба Шелига (1818—1877) и его жены, Марии Люции урожденной Хинке-Пиотровской (Hynke-Piotrowska, 1840—1890). Его брат — Адам Хенрик Белинский (1862—1928); сестра — Ядвига Анеля Белинская (Jadwiga Aniela Bielińska z Bielin h. Szeliga, 1865—1925).
Окончив Люблинскую гимназию поступил на юридический факультет Варшавского университета. В годы студенчества тесно общался с одним из основателей Национальной лиги 3игмунтом Балицким. В 1887 году вместе с Балицким стал организатором Союза польской молодежи «Зет». 
Окончив университет в 1888 году, некоторое время занимался политэкономией. После чего служил в Соснолицком товариществе угольных шахт. Затем поселился в своём имении Бидзины Опатовского уезда Радомской губернии, и стал заниматься сельским хозяйством. В 1901 году получил серебряную медаль за метод разведения крупного рогатого скота на сельскохозяйственной выставке в Люблине. В 1902—1903 вошёл в состав Радомского губернского комитета по делам, связанным с потребностями сельского хозяйства. Стал вице-председателем Радомского сельскохозяйственного общества. Уделял много времени сбору материалов по экономическому состоянию польской деревни и крестьянства, что, с его точки зрения, могло помочь при проведении будущей аграрной реформы. Был председателем правления Опатовского отделения школьной Матицы. Организовал несколько приютов для крестьянских детей. Во время революционного подъёма 1905—1906 годов вошёл в состав руководства нескольких крестьянских и просветительских обществ. Занимал должность войта гмины Войцеховской. Состоял в Национальной лиге и Национально-демократической партии. Владел землями.
6 февраля 1907 избран во Государственную думу II созыва от общего состава выборщиков Радомского губернского избирательного собрания. Вошёл в состав Польского коло. В Думе в прениях не участвовал, в думских комиссиях не состоял.
Был выборщиком на выборах в Третью и Четвёртую Государственные Думы. В 1908 вышел из рядов Национально-демократической партии. В 1914—1918 годах во время Первой мировой войны вошёл в состав Центрального гражданского комитета и других национально-патриотических организаций, был сторонником скорейшего предоставления независимости Польше.
В 1919 году в независимой Польше вошел в состав Главного правления Конституционной рабочей партии. Занимал должности в разных хозяйственных организациях. В последние годы жизни активно общественной деятельностью не занимался.

## Семья
Жена — Мария урождённая Ясенская герба Долэнга (Jasieńska h. Dołęga, 1862—1928). Их дочь — Кристина Мария в замужестве Дембская (Dębska, 1900—1993)